# Miðjanesfoss
Der Miðjanesfoss ist ein Wasserfall in der Gemeinde Reykhólahreppur (Kreis Austur-Barðastrandarsýsla) innerhalb der isländischen Region Vestfirðir (Westfjorde), der durch den Fluss Miðjanesá gespeist wird, nachdem dieser das Miðjanesdalur durchflossen hat. 

## Lage
Der Wasserfall befindet sich etwa fünf Kilometer nordwestlich des Ortes Reykhólar und stürzt dort vom Reykjanesfjall in die Tiefe. Er liegt etwa 400 Meter oberhalb des Ferienhofs Miðjanes Reykhólahrepp und ist über die Reykhólasveitarvegur  und deren Abzweig zum Ferienhof erreichbar. Im Umkreis weniger Kilometer finden sich auf der Halbinsel Reykjanes mit Grundarfoss, Heyárfoss und Staðarfoss drei weitere Wasserfälle, die vom Reykjanesfjall herabstürzen und von der Straße aus zu beobachten sind.